# Navia tentaculata
Navia tentaculata är en gräsväxtart som beskrevs av Bruce K. Holst. Navia tentaculata ingår i släktet Navia och familjen Bromeliaceae. Inga underarter finns listade i Catalogue of Life.